# Arnau Marc
Arnau Marc va ser un poeta que va néixer al segle xiv i va morir al segle xv.
Era cavaller. Formava part de la família March que va donar notaris eficients, funcionaris ambiciosos i guerrers audaços com Jaume, Pere i Ausiàs March. Alguns han apuntat que era cosí d'Ausiàs.
Se'n conserven sis poesies procedents de cançoners, que es poden datar entre el 1410 i el 1430, tres de tema amorós i tres de religioses. Els versos religiosos arriben a la solemnitat sense perdre tendresa ni humilitat. Destaquen més els versos amorosos, on busca l'equilibri entre el cor i el seny a través d'una anàlisi de la gosadia de l'enamorat amb el que pretenia festejar la reina Margarida. S'ha dit que Arnau humanitza una poesia amorosa que havia agafat una tendència a allunyar-se de la realitat.
Les obres foren editades al llibre Les cobles de Jacme, Pere i Arnau March a Castelló de la Plana el 1934 i posteriorment amb el mateix títol a Tolosa de Llenguadoc el 1959 amb traducció francesa d'A. Pagès.